# Edward Anderson (Sportschütze)
Edward Allan Anderson (* 3. August 1908 in Corozal, Britisch-Honduras; † nach 1968) ist ein ehemaliger belizischer Sportschütze.
Er trat in den Olympischen Sommerspielen 1968 in Mexiko an. Im Wettkampf Kleinkaliber 50 m kam er auf Rang 86.